# Peter Hellemons
Peter Hellemons (Schiedam, 1 augustus 1957) is een Nederlands beeldend kunstenaar.

## Biografie
Hellemons studeerde aan de Academie van Beeldende Kunsten in Rotterdam (1976-1981) en aan de Jan van Eyck Academie in Maastricht (1984-1985). Na zijn opleiding vestigde hij zich als zelfstandig kunstenaar in Schiedam. Aan de Hogeschool Rotterdam behaalde hij in 2005 de eerstegraads bevoegdheid als docent beeldende kunst en vormgeving, in 2008 gevolgd door de Master in Education of Arts. Werk van Hellemons is vanaf 1987 te zien geweest in een dertigtal tentoonstellingen in Nederland en in het buitenland. Diverse Nederlandse musea hebben werk van hem aangeschaft. Vanaf 1989 werkt Hellemons ook aan (kunst)opdrachten, waaronder een portret van de regisseur Paul Ruven in opdracht van de gemeente Amersfoort. Hellemons is actief in diverse werkvelden: beeldende kunst, fotografie, video-installaties, wandkleden (samen met het Textielmuseum in Tilburg), het ontwikkelen van lespakketten, kunstprojectmanagement. Terugkerend thema in het werk van Hellemons is de relatie tussen het privédomein en het publieke domein. De tentoonstelling Particulier Domein in het Nederlands Fotomuseum (1999), destijds geopend door J. Bernlef, is daarvan een voorbeeld. 
Hellemons woont in Schiedam met zijn vrouw en zijn dochter.

## Exposities (selectie)
- 2004 Foto Biennale, Arles (op uitnodiging van Martin Parr)
- 2005 Tentoonstelling Galerie RAM, Rotterdam
- 2006 Tentoonstelling Museum Langhans, Praag
- 2009 Tentoonstelling Stedelijk Museum Schiedam, Family Affairs (samen met Sara Blokland, Bert Sissingh, Rini Hurkmans en Daan van Golden)
- 2012 Tentoonstelling Emmy Miltenburg Galerie, Wandkleden (samen met Albert Verkade)

## Nevenfuncties (selectie)
- 1994-2002 (Mede)oprichter en bestuurslid Stichting Werkvorm (onbezoldigd)
- 2004-2010 Docent Willem de Kooning Academie
- 2005-heden Docent Beeldende vorming en maatschappijleer, lifestyle en multimedia, VMBO Lentiz Geuzencollege, Vlaardingen